# Naselle
Naselle – jednostka osadnicza w Stanach Zjednoczonych, w stanie Waszyngton, w hrabstwie Pacific.